# Škoda Muzeum
Škoda Muzeum v Mladé Boleslavi v okrese Mladá Boleslav je firemní automobilové muzeum, umístěné v blízkosti OD Bondycentrum a autobusového nádraží na Třídě V. Klementa. Na ploše 1800 m² vystavuje okolo 500 exponátů, včetně 46 automobilů, řady motocyklů a jízdních kol z dlouhé historie firmy Škoda Auto a jejího předchůdce Laurin & Klement. Na podzim 2012 byla otevřená nová rekonstruovaná expozice. Expozice je rozdělena na tři tematické oblasti: v první s názvem Evoluce jsou nejdůležitější produkty Škody až po nejnovější studie, včetně prvního automobilu z roku 1906 o výkonu sedm koňských sil, závodní auto 720 Spider, Škoda 1100 OHC a Super-Sport Ferat, v sekci Tradice jsou vozy z různých období, účast v motoristickém sportu, vývoj loga a osobnosti a události spojené se značkou. V části Preciznost mohou lidé vidět rekonstrukci historického vozu v různých fázích vývoje na čtyřech různých exponátech.

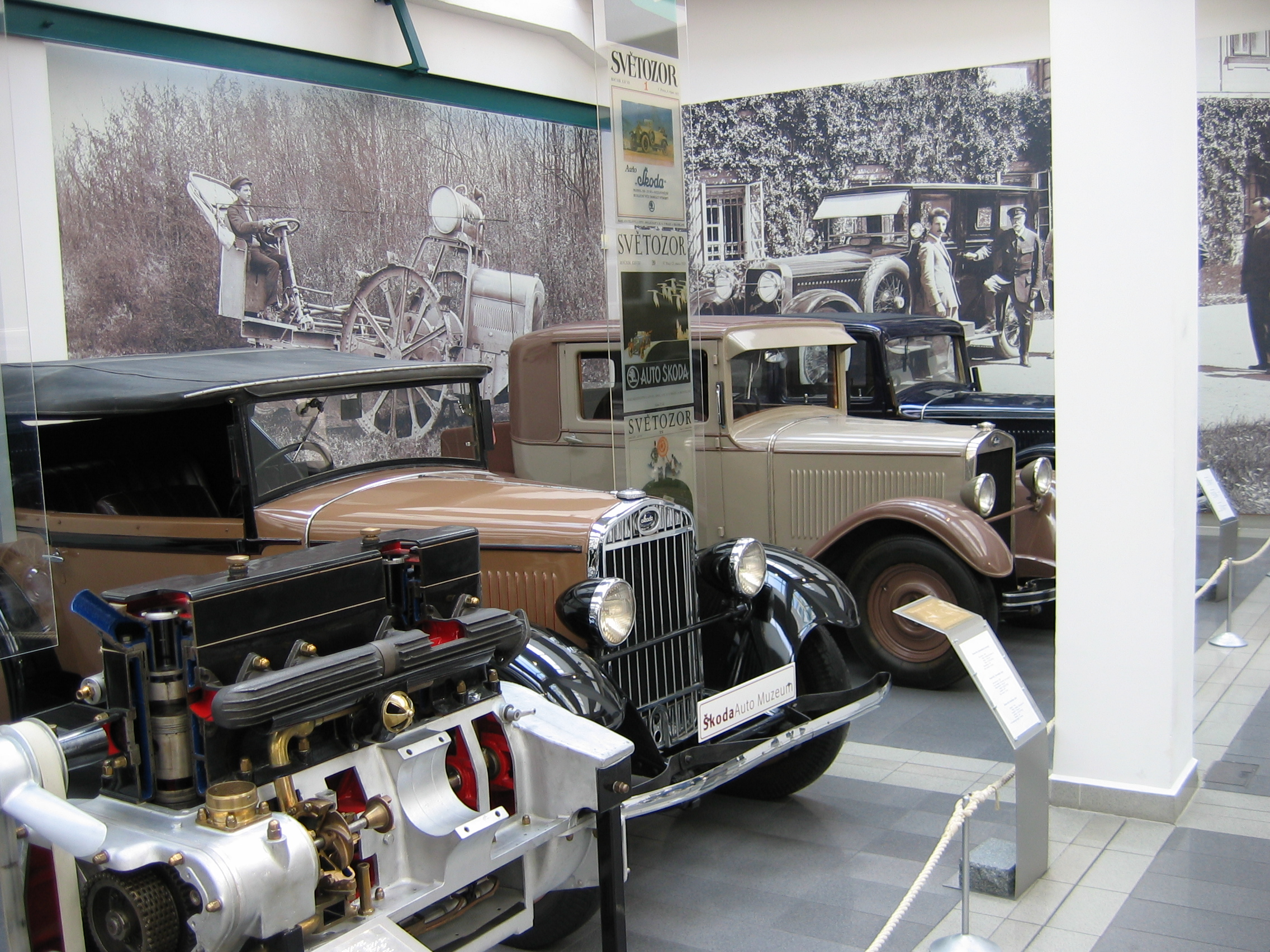
Škoda 422 faeton a Škoda 422 tudor
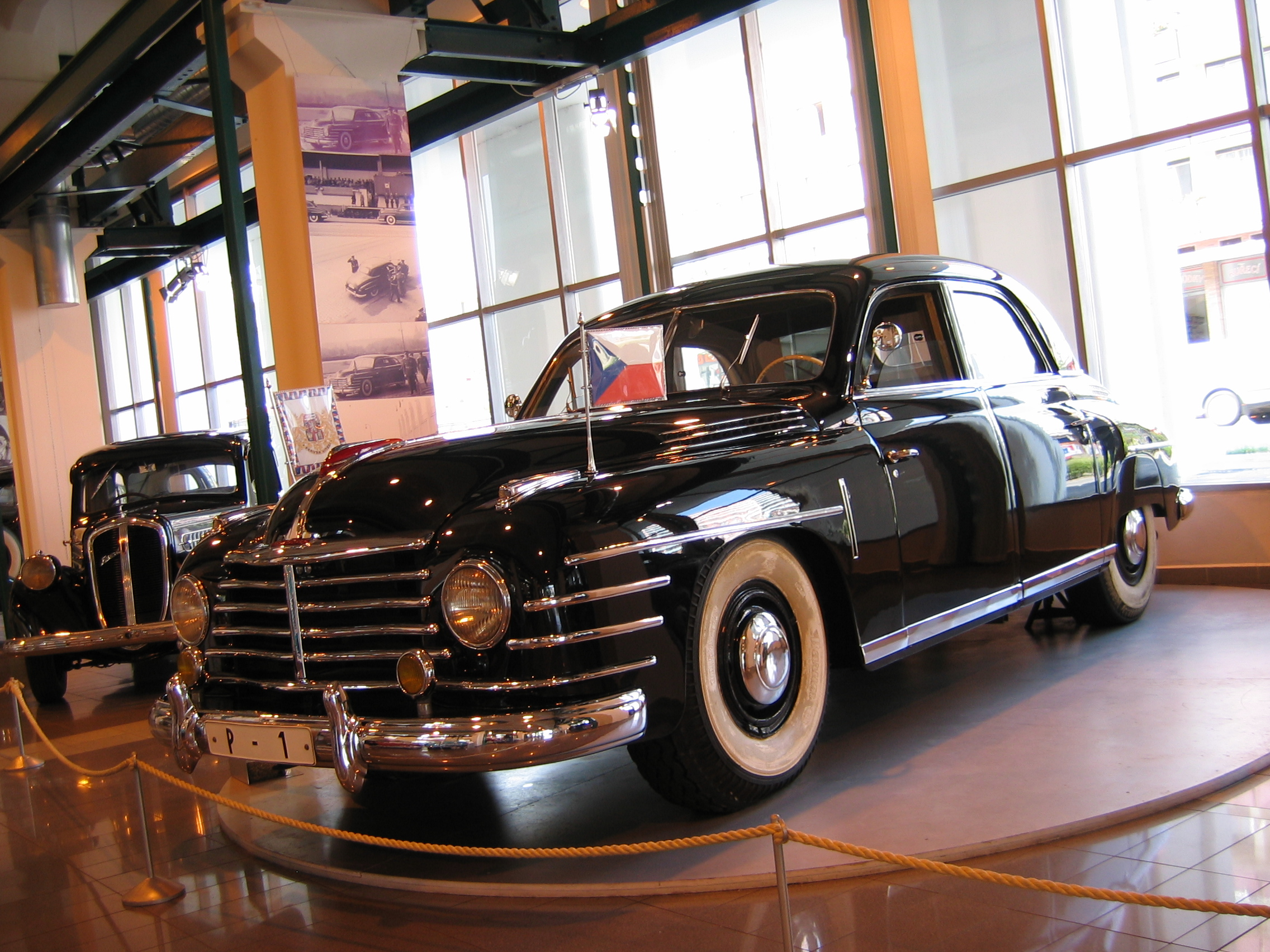
Limuzína Škoda VOS
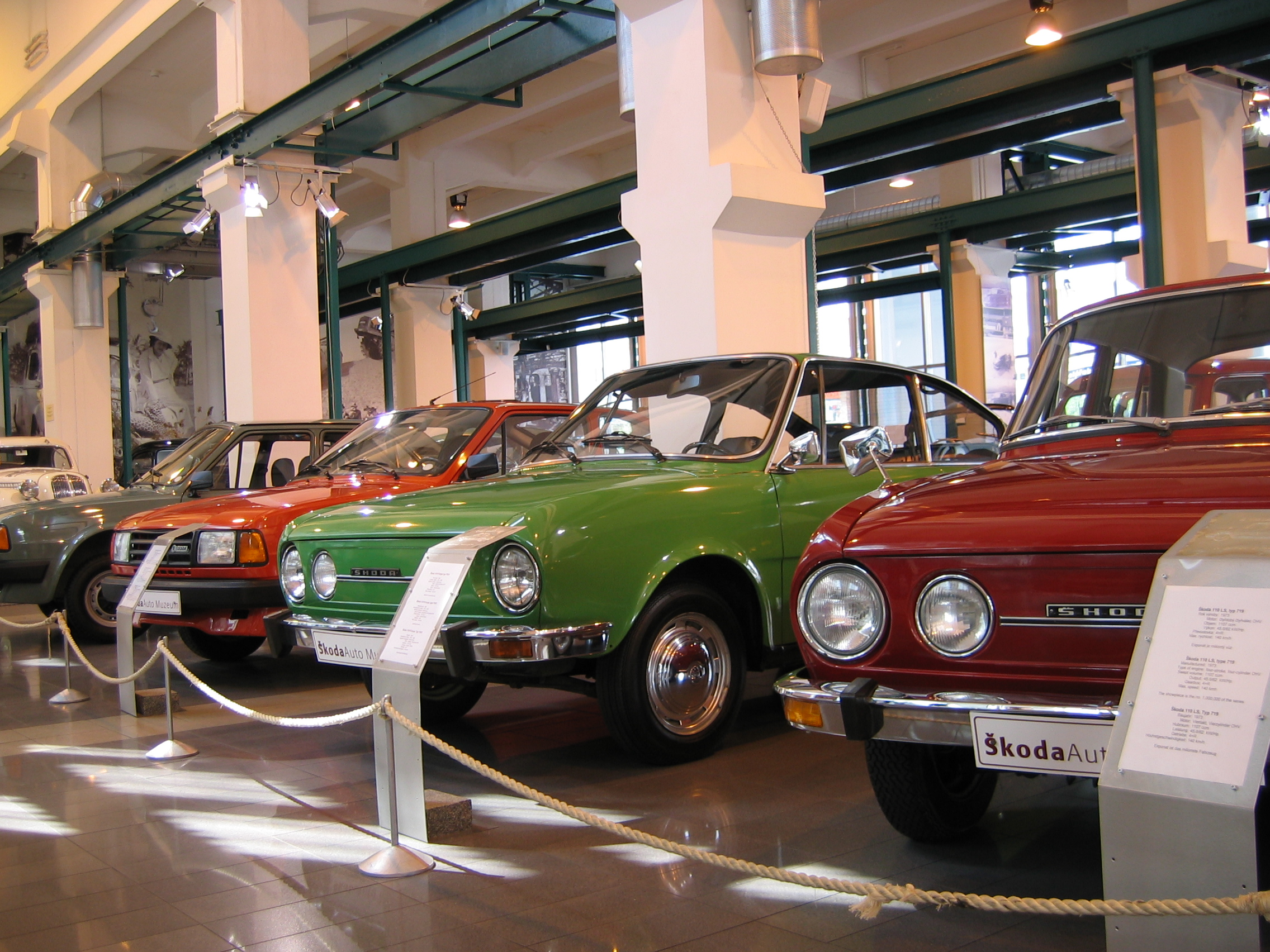
Škoda 110R
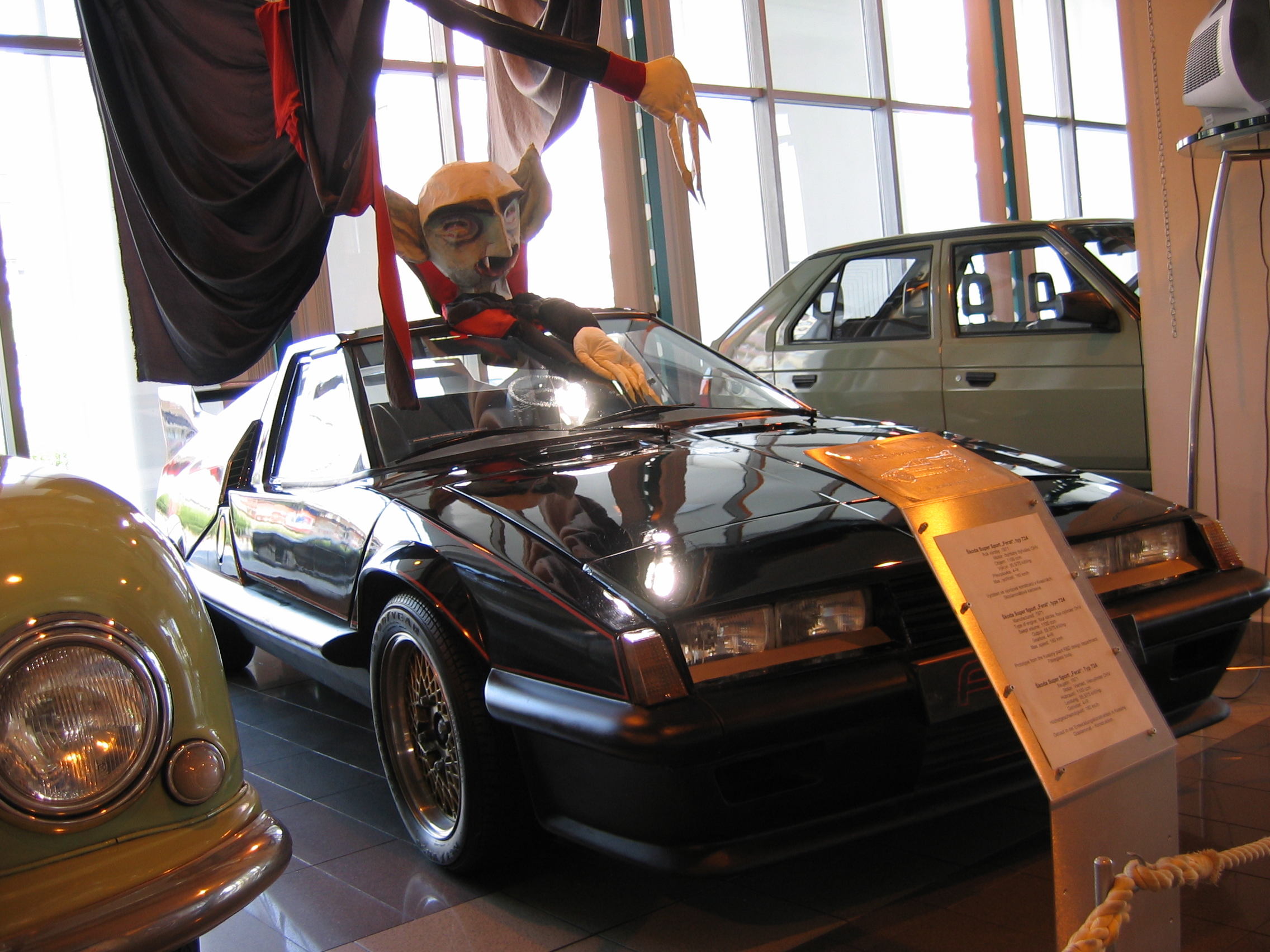
Škoda Super-Sport Ferat
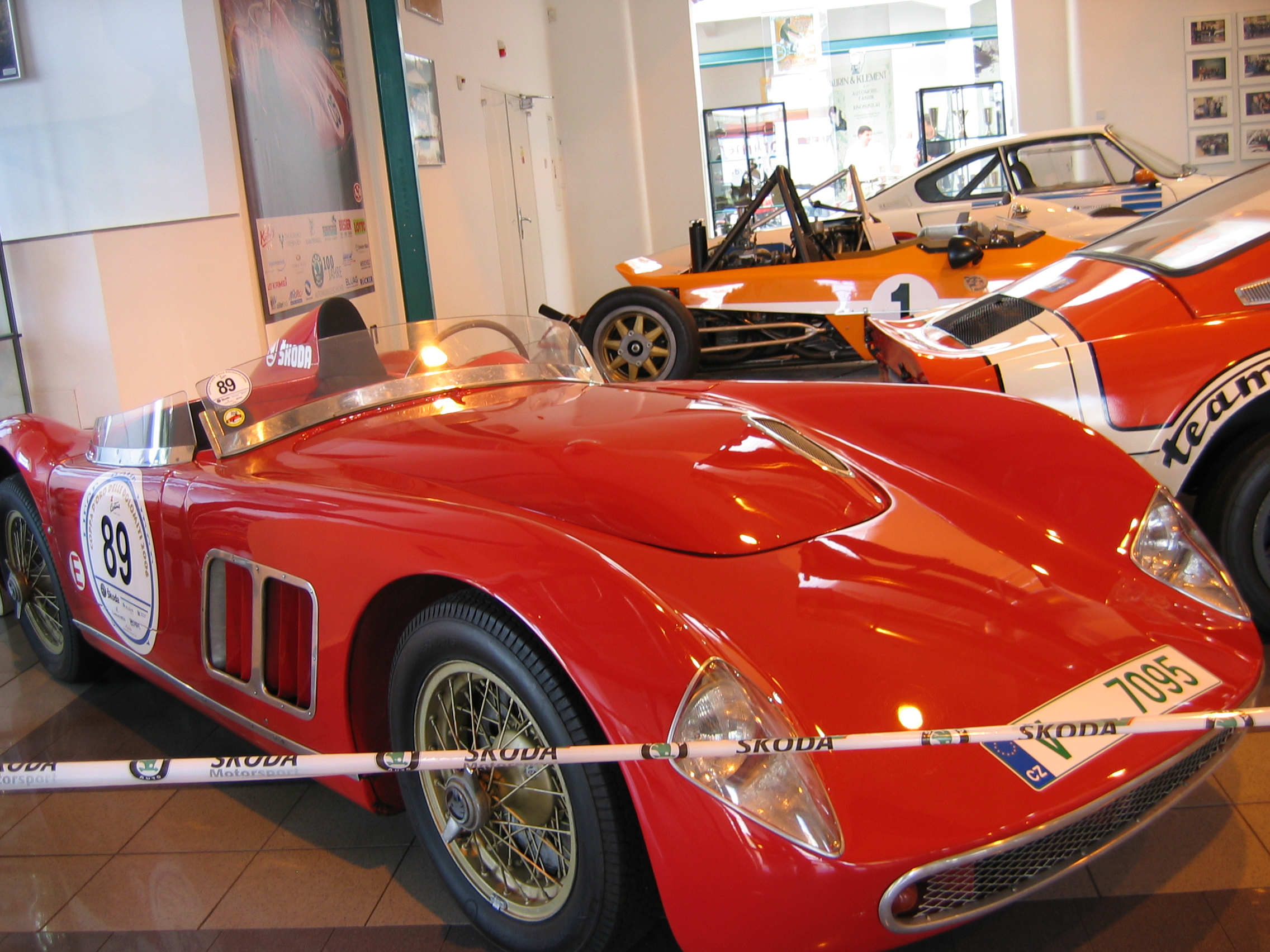
Škoda 1100 OHC